# ديفيد كامينز
ديفيد كامينز (بالإنجليزية: David Cummins) (مواليد 27 ديسمبر 1961) هو سبّاح من جمهورية أيرلندا، مثّل بلاده في الألعاب الأولمبية الصيفية 1980.

## روابط خارجية
ديفيد كامينز على موقع الاتحاد الدولي للسباحة (الإنجليزية)
- ديفيد كامينز على موقع SwimRankings.net (الإنجليزية)
- ديفيد كامينز على موقع اللجنة الأولمبية الدولية (الإنجليزية)
- ديفيد كامينز على موقع أوليمبيديا (الإنجليزية)